# HLA-B39

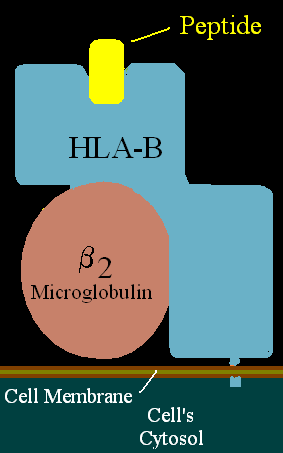

HLA-B39 هو نمط مصلي من مستضد الكريات البيضاء البشرية-ب.

## النمط المصلي
إن علم مصل الدم الخاص بأكثر الأليلات B39 شيوعًا، B*3901 وB*3906، جيد، ولكن بعض منتجات الأليل لا يتم اكتشافها جيدًا. ونظرًا للمشاركة التفاضلية لهذه الأليلات في اختبار المرض، فيجب أن يتضمن ذلك كتابة عالية الدقة.